# Piran-bugten
Piran-bugten eller Piran-golfen (slovensk: Piranski zaliv, kroatisk: Piranski zaljev, italiensk: Baia di Pirano) ligger i den nordlige del af Adriaterhavet og er en del af den sydligste spids af Trieste-bugten.

## Oversigt
Den blev opkaldt efter byen Piran, og dens kyster deles af Kroatien og Slovenien. Det er afgrænset af en linje, der forbinder Kap Savudrija (Savudrijski rt) i syd til Cape Madona (Rt Madona) i nord og har et areal på omkring 19 km2.
På den østlige slovenske kyst ligger byen Piran, og landsbyerne Portorož og Lucija . På den sydlige kroatiske kyst ligger turiststederne Crveni Vrh og Kanegra, bygget i 1980'erne. Den vigtigste flod, der løber ud i bugten, er Dragonja, hvis munding er på grænsen. Langs mundingen af Dragonja ligger Sečovlje Saltpans Naturpark og Sečovlje-saltpanderne, der dækker et område 6,5 km2
Golfområdet har været skueplads for en Kroatisk–Slovensk grænsestrid (en).